# 津田類
津田 類（つだ るい、1931年3月6日 - ）は、演劇評論家。
神奈川県生まれ。本名・亀井春雄。神奈川県立平塚工業高等学校卒、早稲田大学文学部ロシア文学科卒。教職、新聞記者を経て、古典芸能の研究や現代演劇の評論活動に入る。日本演劇学会会員、日本演劇協会会員。

## 著書
- 『江戸の役者たち』ぺりかん社 1987
- 『女方 歌舞伎のヒロインたち』吉田千秋写真 朝日新聞社 1988
- 『江戸歌舞伎の周辺』ぺりかん社 1990
- 『聞き書女優山田五十鈴』編 平凡社 1997
- 『歌舞伎と江戸文化』ぺりかん社 2002

## 論文
- <津田類